# Eduardo Bolsonaro

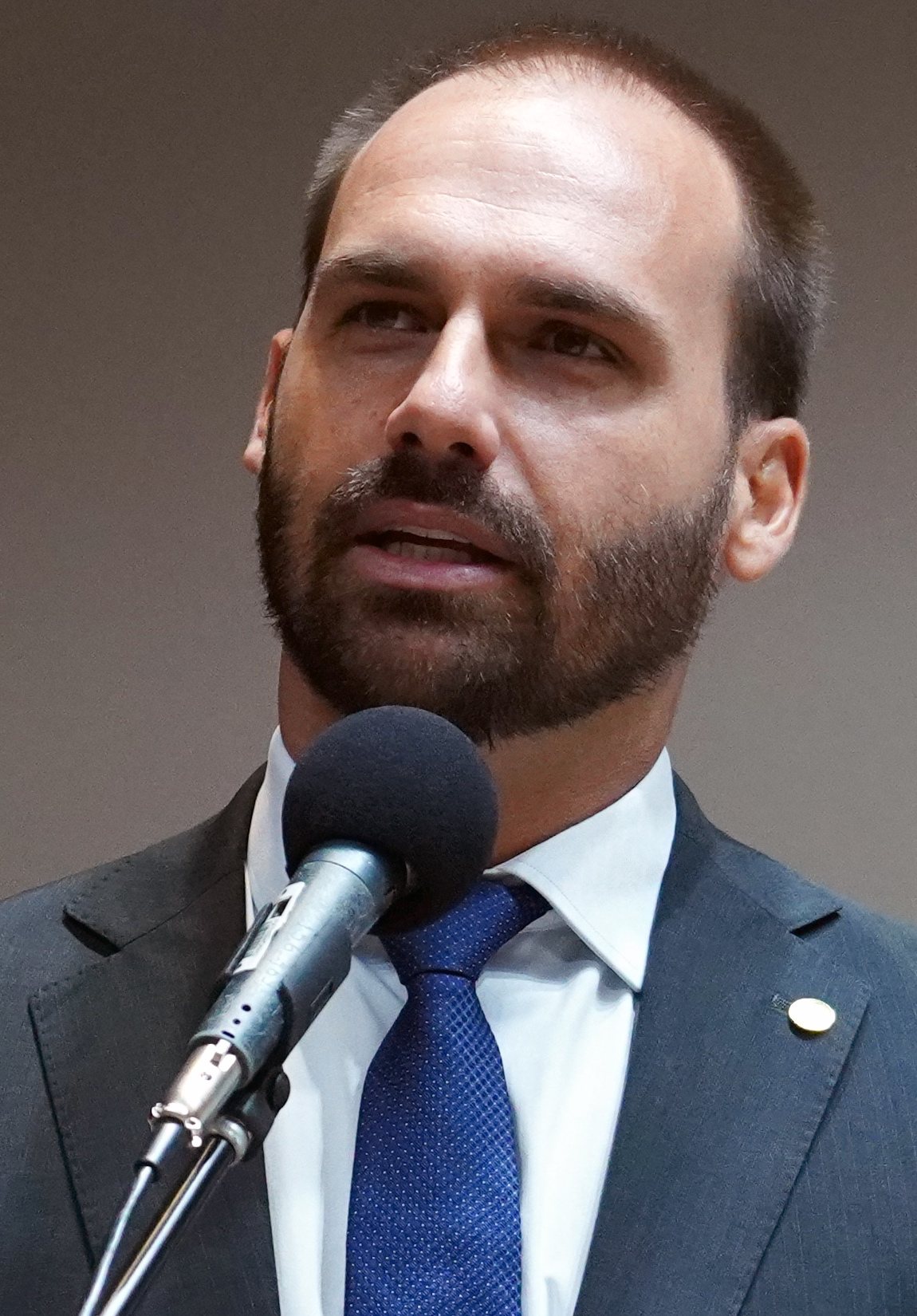
Eduardo Bolsonaro (2019)

Eduardo Nantes Bolsonaro (* 10. Juli 1984 in Rio de Janeiro) ist ein brasilianischer Bundespolizist, Politiker (PL) und Mitglied der Abgeordnetenkammer des brasilianischen Kongresses.

## Leben
Eduardo Bolsonaro ist der drittälteste Sohn von Jair Bolsonaro, dem 38. Präsidenten von Brasilien, aus dessen erster Ehe mit Rogéria Nantes Nunes Braga. Seine Brüder sind Flávio Bolsonaro, Mitglied des Bundessenat Brasilien, und Carlos Bolsonaro, Stadtrat in Rio de Janeiro.
Er studierte Rechtswissenschaften an der Bundesuniversität Rio de Janeiro von 2003 bis 2008 mit internationalen Praktika (2004–2005) und 2006 einem Austausch/Jurakurs an der Universität Coimbra in Portugal.
In den Jahren zwischen 2010 und 2015 war Bolsonaro Bundespolizeibeamter bei der Brasilianischen Bundespolizei mit Stationen in Guajará-Mirim, Guarulhos, São Paulo und zuletzt in Angra dos Reis.
Seit 2015 ist er Mitglied der Abgeordnetenkammer und gehörte ab 2018 der rechtsgerichteten sozialliberalen Partei Partido Social Liberal (PSL) an, zuvor dem Partido Social Cristão (PSC). Bei den Wahlen in Brasilien 2014 erreichte er für den PSC 82.224 oder 0,39 % der gültigen Stimmen. Im Wahljahr 2018 wurde er für eine zweite Amtszeit als Bundesabgeordneter im Bundesstaat São Paulo wiedergewählt und war mit 1,84 Millionen Stimmen oder 8,74 % der mit den meisten Stimmen gewählte Kammerabgeordneter in der Geschichte Brasiliens.
Seit März 2022 gehört er der dem rechten politischen Spektrum zugeordneten Partei Partido Liberal (PL) an.
Anfang 2019 wurde bekannt, dass Eduardo Bolsonaro der in Brüssel ansässigen rechtspopulistischen Lobby-Organisation The Movement als deren Repräsentant in Südamerika beitrat. Die von dem US-Ultranationalisten Steve Bannon gegründete Organisation fördert rechtspopulistische und wirtschaftsnationalistische Gruppen in Europa, die sich EU-Regierungen und politischen Strukturen in Europa widersetzen.
2019 wurde er zum Vorsitzenden des Ausschusses für auswärtige Angelegenheiten und nationale Verteidigung der Abgeordnetenkammer mit 28 Ja-Stimmen und 8 Enthaltungen gewählt. Im Oktober 2019 zog Präsident Bolsonaro den Vorschlag zurück, seinen Sohn Eduardo in den Vereinigten Staaten zum Botschafter in Washington, D.C. zu machen. Eine Begründung für den Rückzug ist zu suchen in dem Wunsch, sein Sohn „könne dabei helfen, die zerstrittenen Lager der Sozialliberalen Partei (PSL) miteinander zu versöhnen“. Ab dem 21. Oktober 2019 führt Bolsonaro Jr. als Fraktionsvorsitzender die PSL in der Abgeordnetenkammer.
Auf einer Konferenz in den USA aus dem Umfeld Make America Great Again (MAGA) behauptete Bolsonaro im August 2021 gemeinsam mit Mike Lindell, dass die kommende Präsidentschaftswahl in Brasilien 2022 manipuliert werden würde. Bereits 2019 wurde – laut Huffpost – Bolsonaro Jr. im Trump International Hotel Washington gesichtet und seither – so die Frankfurter Rundschau  – von „MAGA-Granden als aufstrebender Star der brasilianischen Politik gefeiert“.
Im März 2025 kündigte Eduardo Bolsonaro während eines USA-Aufenthalts an, bis auf unbestimmte Zeit nicht von dort zurückzukehren und sein Abgeordnetenmandat ruhen zu lassen. Er kündigte an, aus den USA gegen die „Diktatur“ in Brasilien kämpfen zu wollen und richtete sich insbesondere auch gegen Alexandre de Moraes, einen Richter des Obersten Gerichts, der als Feindbild der brasilianischen extremen Rechten gilt.

## Privates
Eduardo Bolsonaro ehelichte 2019 die Psychologin Heloísa Wolf und ist seit 2010 Vater einer gemeinsamen Tochter.